# Aleksiej Tupolew
Aleksiej Andriejewicz Tupolew (ros. Алексей Андреевич Туполев, ur. 20 maja 1925 w Moskwie, zm. 12 maja 2001 tamże) – radziecki konstruktor lotniczy, akademik Akademii Nauk ZSRR.

## Życiorys
Był synem Andrieja Tupolewa. Po ataku Niemiec na ZSRR wraz z rodziną został ewakuowany do Omska, gdzie w 1942 skończył szkołę średnią. Następnie został konstruktorem w Specjalnym Biurze Konstruktorskim (OKB) kierowanym przez swojego ojca, w 1943 wrócił do Moskwy i podjął studia w Moskiewskim Instytucie Lotniczym, po ukończeniu którego w 1949 wrócił do pracy w OKB. Brał udział m.in. w pracach nad konstrukcją jednej z wersji Tu-16. W 1953 został kandydatem nauk technicznych, a w 1963 doktorem nauk technicznych, od 1959 należał do KPZR. Od 1963 do 1973 zajmował stanowisko głównego konstruktora moskiewskich zakładów Opyt (główne przedsiębiorstwo OKB) i zastępcy generalnego konstruktora OKB, w 1973 został generalnym konstruktorem Lotniczego Naukowo-Technicznego Biura im. Tupolewa. Wykładał w Moskiewskim Lotniczym Instytucie Technologicznym. W 1979 został członkiem korespondentem, a w 1984 akademikiem Akademii Nauk ZSRR. Od 1975 do 1989 był deputowanym do Rady Najwyższej ZSRR, a w latacg 1989–1991 deputowanym ludowym ZSRR. Został pochowany na Cmentarzu Nowodziewiczym.

## Odznaczenia i nagrody
- Złoty Medal „Sierp i Młot” Bohatera Pracy Socjalistycznej (22 września 1972)
- Order Lenina (trzykrotnie, 26 kwietnia 1971, 22 września 1972 i 21 maja 1975)
- Order Rewolucji Październikowej (15 czerwca 1989)
- Order Czerwonego Sztandaru Pracy (22 lipca 1966)
- Order „Znak Honoru” (12 lipca 1957)
- Nagroda Leninowska (1980)
- Nagroda Państwowa ZSRR (1967)

I medale.